# Zülpichgau
El Zülpichgau fou un territori històric d'Alemanya d'administració comtal a l'alta edat mitjana, centrat a Zülpich i el domini reial carolingi. Va pertànyer a comtes de la nissaga dels Ezzons.
Amb l'extinció dels Ezzons a mitjans del segle xi es va acabar al Zülpichgau l'administració com a comtat comarcal en favor d'un comtat hereditari. El poder se'l van disputar el comte de Jülich i l'Arquebisbe de Colònia que tenien els dos l'objectiu d'aconseguir la preponderància a l'Erft. A partir del final del segle XII l'arquebisbe aconseguia la victòria. El 1379 Zülpich i el seu voltant foren definitivament venuts a la propietat eclesiàstica. Als segles XIV i xv es va construir la capital territorial arquesbibal de Zülpich (Kurkölnische Landesburg Zülpich) des de la qual es governava la regió.

## Comtes al Zülpichgau de la família dels Ezzons
- Erenfred II, testimoniat 942/966, mort abans de 970, 942 comte al Zülpichgau, 945 comte al Bonngau, 950 comte al Ruhrgau/Keldachgau, 946/959 comte a Huy (dinastia dels Ezzons)
- Hermann I o Hermann Pusillus (fill d'Erenfred II), mort el 996, el 972, 992 i 993 esmentat com a comte al Bonngau, 978, com a comte a l'Eifelgau, eñ 976 comte a Gerresheim, 981 comte al Zülpichgau, i el 985/989 Palgravi de l'Alta Lotaríngia; el 996 fou comte a l'Auelgau.
- Hezzelin (Eccelí), fill d'Hermann Pusillus, mort el 20 de novembre de 1033, comte al Zülpichgau, Vogt (protector/advocat) de Kornelimünster.
- Hermann II, mort el 1085, net d'Hezzelin, Palgravi de Lotatóngia, comte al Zülpichgau, Ruhrgau i Brabant.